# Kroatiens herrlandslag i volleyboll
Kroatiens herrlandslag i volleyboll representerar Kroatien i volleyboll på herrsidan. Laget slutade på 8:e plats i europamästerskapet 2005 och på 19:e plats i världsmästerskapet 2002.

### Fotnoter
1. ↑  Todor Krastev (22 mars 2005). ”Men Volleyball XXIV European Championship 2005 Roma(ITA), Belgrade(SCG) - 02-11.09 Winner Italy” (på engelska). Sport Statistics. Arkiverad från originalet den 24 mars 2012. https://web.archive.org/web/20120324231930/http://todor66.com/volleyball/Europe/Men_2005.html. Läst 23 september 2015.
2. ↑  Todor Krastev (22 mars 2002). ”Men Volleyball XV World Championship 2002 Argentina 28.09-13.10 - Winner Brazil” (på engelska). Sport Statistics. Arkiverad från originalet den 16 november 2015. https://web.archive.org/web/20151116062612/http://todor66.com/volleyball/World/Men_2002.html. Läst 23 september 2015.